# Балша III Балшић
Балша III Балшић (р. 1387 — у. 1421) је био владар Зете од 1403. до 1421. године. Као син Ђурђа II Балшића и Јелене Лазаревић, ћерке српског кнеза Лазара, блиско је сарађивао са својим ујаком, српским деспотом Стефаном Лазаревићем. Власт у Зети насљедио је са седамнаест година (1403), а главни савјетник у вођењу политике била му је мати Јелена. За разлику од Ђурђа II Балшића, који је Млечанима поклонио стратешки важна и плодна мјеста у скадарском крају (Скадар, Дриваст и Свети Срђ, са околином), Балша је настојао да оснажи своју државу, ослањајући се на свог ујака, деспота Стефана Лазаревића. То је довело до спорова Млетачком републиком, а потом и до рата. Војевања су испунила више од половине његове владавине. Основао је манастир Св. Николе, у Прасквици, изнад Светог Стефана у Паштровићима, 1413 године. Балша III није имао милости према противницима, посебно онима који су се одметнули од њега и прихватили страну власт. Заробљеницима је изрицао тешке телесне казне, па их је осакаћене и унакажене остављао на бојишту, као опомену другима. Пустошио је домове сељака који су обећали вјерност Млечанима, а злостављао је и становнике Улциња и Будве, који су 1405. године сами прихватили млетачку власт. Пошто је 1421. године умро без мушких насљедника, власт у Зети је оставио свом ујаку, деспоту Стефану Лазаревићу, чиме је Зета постала саставни дио Српске деспотовине.

## Почетак Скадарског рата
У скадрском крају, након општег устанка против Венеције (подстакнутог између осталог и од самог Балше III) на почетку 1405. године, Млечанима остаје тврђава у Скадру , у коју се повлачи кнез и капетан, Фантин Марћело. Балша III запосједа све побуњене градове, осим Љеша : због неприхватања Балшиних одреда од стране побуњених сељака. Многи истакнути млетачки поданици, у жељи да сачувају своје посједе, прилазе Балши III и постају „одметници“ Републике. Међу њима се помињу: Радич Хумој, Ника Богоје, Петар Конте, Никола Лумбардини, Андрија Склаво и Никола Сигеци. Средином јуна 1405. године , Млечани успијевају да обнове власт у скадарској околини, а њихови „одметници“ врло брзо постају покајници. Нпр. поменути Радич Хумој од Млечана добија нове проније, али као млетачки коњаник гине већ сљедеће године. Балша III се са мајком Јеленом привремено склања у тврђаву Дриваст, до августа 1405. године (када и он пада под власт Венеције).

## Спас у вазалству
Млетачку власт у љето 1405. године прихватају општинска вијећа у Улцињу , Бару и Будви, а она се проширује и на брда изнад Бара. На страну Венеције стају и ратничке дружине из Забојане и околине Улциња и Бара (главари Попрата , тј. Прапратне : Алекса и Петар). Након што је од стране Венеције био сузбијен и уцијењен, изгубивши приморске градове у Доњој Зети, а истовремено угрожен од Сандаља Хранића Косаче , 1405. године Балша се обраћа Турцима и постаје Сулејманов вазал. Као и његов отац Ђурађ II Балшић, пристао је на турски харач. Стекао је тако савезнике у Турцима и Стефану Лазаревићу , деспоту Србије, чије су мјешовите војске од јесени упадале до бедема Скадра, Дриваста и Улциња, одводећи робље и стоку. Балша није имао милости према својим „одметницима“, посебно у околини Улциња и Бара, палећи куће сељака који су признали врховну власт Венеције. Између осталог, када се са око 2000 српских и турских коњаника улогорио у близини Попрата, исто подручје (жупу) је за одмазду опустошио (Попратима ће Млечани касније , 1407.. дали новчану помоћ и заставе Св. Марка, под којим ће убудуће окупљати своје људство). На Балшу III је потом кренуо из Скадра одред од стотину „латинских“ коњаника, са четама Арбанаса. Послије битке, забељежен је велики број рањеника, а погинуо је између осталих и млетачки командант, Кеко из Тревиза, са дванаесторицом пратилаца. Забељежена је и погибија турског војводе и шездесеторице Балшине властеле. Послије овог сукоба , Балша III се повукао у брда изнад Бара и захтијевао преговоре са Млечанима.

## Преговори са Републиком
Од 1406.. године водили су се бесплодни разговори о склапању мира, између Балше III и Републике и смишљане смицалице којима би се изиграо противник. Године 1406. Венеција је одбила захтјев да Балши III преда Будву, Дриваст, села око Улциња и редовну скадарску провизију, па су преговори пропали. Млечани су једино пристали на размјену заробљених властелина, тек након новог напада Балше III (који је спровео уз помоћ Турака) марта 1407. године. У августу 1407. Република обећава Балшићима враћање Будве, али је исте године у децембру и војводи Сандаљу обећала овај исти приморски град и одријешене руке у Горњој Зети , ако овај успије да протјера Балшу и преда Млечанима Доњу Зету. Међутим, како Ђурашевићи (Црнојевићи) нијесу имали намјеру да се одметну од Балше III, а Сандаљ је захтјевао Будву и Бар, овај план није заживио. Јелена и Балша III, у свом привременом двору у Берислвићима (сјеверно од Скадарског језера) нијесу знали за нову млетачку намјеру да Бар предају Балшићима, само ако би то водило трајном миру, па су преко својих представника (Никита Топија) иницирали преговоре од 06. јуна 1408.. код цркве Св. Лауренција, близу Драча. Балшићи су нудили Бар и Улцињ, у замјену за Будву, Луштицу, Паштровиће и солане, све до Ратачке опатије. Испуњење уговора Балша је чекао у својој тврђави Целестрина (село на прилазу Бару) држећи тада са одредима и десну обалу Бојане. Међутим ниједна од страна није испоштовала овај споразум, у неповјерењу ишчекујући да неко од уговарача први напусти означене посједе. У међувремену, Балша у селу Годињу (Црмница) издаје исправу, којом својим поданицима објављује да се са Млечанима склопљени мир мора поштовати. У марту 1409. Котор (који је Балши III плаћао трибут, за уживање земљишта и винограда око града) нуди Републици савезништво у рату против Балшића и за узврат захтјева повраћај Луштице са соланама. Јелена, 29. октобра 1409. године, сама је у Венецији наставила даље преговоре. Преузела је кривицу за рат, али се све завршило само са договором о продужењу мира. У исто вријеме су Млечани и Порта склопили мир.

## Опсада Скадра 1410. године
Пошто су Млечани погазили уговор склопљен са његовом мајком Јеленом, Балша са свим снагама напада посједе Републике почетком 1410. године. Пред њим се на Скадарском језеру
повлаче млетачке фусте. Ђурашевићи
(Црнојевићи) Ђурађ и Љеш (Алекса) (иначе зетови Које Закарије) прелазе на млетачку страну, али Алекса (Љеш) убрзо пада у заробљеништво Балшића, а Ђурађ губи породичну територију и склања се у ратачку тврђаву. Након овакве ситуације, Ђурађ и Љеш ће се вратити Балшићима, добијајући још већу моћ и утицај. Балша III ниже даље успјехе и након побуне пронијара у скадарској области, са војском долази под зидине Скадра, у љето 1410. вршећи опсаду и пустошећи околину. Опште стање у Зети је било хаотично. Док су једни трговали и кријумчарили, други су дизали буне, а ратничке дружине
пљачкале трговце.

## Односи са Косачама
Ток династичких борби у Турској, учврстио је положај српског деспота Стефана Лазаревића и босанског великог војводе Сандаља Хранића Косаче. Приближавањем Жигмунду, војвода Сандаљ се више приближио српском деспоту. Та веза се посебно учврстила, када се Сандаљ (напустивши у децембру 1411. своју дотадашњу жену, Хрвојеву синовицу Катарину, оженио са сестром деспота Стефана Лазаревића – кнегињом Јеленом. Тако је Балша III од опасног противника, у војводи Сандаљу добио очуха и заштитника. Ситуација се сасвим промијенила, па је Балша III условљавао Млечане, умјесто да их моли за преговоре и сталним нападима уништавао је њихове последње одбране. Иначе, Сандаљ је пред Републиком правдао потезе Балше III - младалачком лакомисленошћу.

## Крај осмогодишњег рата
Од априла до јула 1412. године Балша III запосједа сву околину Бара, да би исте године, након опсаде пала и градска тврђава. Бар је прогласио за своју пријестоницу и наставио да пустоши остала млетачка мјеста и пљачка њихове становнике. Становништво опкољених млетачких градова остало је без хране, а посебно је критично било у Улцињу, па је Република морала да га преда Балшићима. Такође, Балшићима је предат и Стари Град (Будва). Пораз Млечана је омогућио да се формални споразум постигне брзо. Текст уговора је састављен 26. новембра 1412. године. Ратификован је од Балше III , у Бару, 30. јануара 1413. године. Балши III је признато право на годишњу провизију за градове: Скадар, Дриваст и Св. Срђ, а он се обавезао да не злоставља становнике Бара, Улциња и Будве зато што су сами прихватили млетачку власт 1405. године.

## Период од 1413—1418. године

### Господар Зете
За разлику од свог оца Ђурђа II Балшића, кога су Млечани и Дубровчани омаловажавајуће називали само „господаром Улциња“, Балшу III су већ титулисали са „господар Зете“. Он је себе називао: „Ја самодрживи господар Балша, по милости божјој дука велики и господин земљи зетској и свему западнему Приморју“. Под њим су били војводе
и кафелије, као управници градова, насеља и подручја. Рођаци и насљедници Црнојевића – Ђурашевићи (Ђураш Ђурашевић, са сином Ђурашином) управљали су: Паштровићима , Луштицом и брдским крајевима изнад Котора и Будве. Балша је за себе везао и обласне господаре: Ивана Кастриота, Тануша Великог Дукађина и дањског господара, Коју Закарију (чију је кћерку, Бољу, узео за жену, крајем 1412. или почетком 1413. године, након развода са кћерком Никите Топије).
У децембру 1413. године, Балша оснива манастир Прасквицу, у Паштровићима, а таст му, Која Закарија, добија на управу Будву. (Касније, послије пада Валоне под власт Турака, 1417.. године, од Балше III ће управу над Будвом , 1418.. или 1419.. добити његова рођака Руђина , удовица Мркше Жарковића и кћерка Балше II ). Још док је ратовао са Млечанима, Балша III се придружио Сандељу у опсади Котора, а јачим снагама је притиснуо градску околину чим је ступио на снагу споразум са Млечанима. Изнурујућа опсада ће престати у првој половини 1414.. године, када Которани буду признали босанском војводи Сандељу приходе од продаје соли.
Око 1417. кнез Балша је поклнио два гумна соли манастирима Врањини и Морачнику, уз обавезу да десетину соли дају Богородичиној светој обитељи у Крајини.

### Одметање Хота
Велико арбанашко братство Хоти , у брдском крају („Хотска планина“ или „Montanea Octorum“) изнад Скадарског језера са јаком ратничком дружином , били су под влашћу Балше III. Међутим у њиховом сукобу (око земље) са братством Матагужа , Балша III је донио пресуду у корист нападнутих Матагужа (који су у сукобу убили четворицу Хота) образлажући са: „Што сте нашли на туђој граници – то вам!“. Два главара Хота одмећу се од Балше III и добијају млетачку службу у Скадру (под притиском Балше III, 1414. године, обећавају градском кнезу, Паолу Квирину, да неће у Зети дизати буне преко својих братственика). Међутим, када је Балша III у прољеће 1415.. године напао и попалио велико скадарско село Калдерон, због неизлажења у сусрет његовим ситнијим захтјевима – супротставиле су му се арбанашке ратничке дружине Хота , Туза и Битидоса, сузбијајући га у даљим атацима. Хоти су за даље потребе ставили Млечанима на располагање 300 ратника, од којих 80 на коњу. За узврат, њихови главари добијају награде и нове посједе у скадараском крају (нпр. Андрија Хот, село Подгоре).

### Даљи сукоби са локалним млетачким органима
У току 1415. године, стари сукоби између Млечана и Дубровчана и отимања од трговаца на морском путу, стављали су Зету (посебно приморске градове) у тежи положај, по питању набавке жита. Револтиран због овога, као и млетачког прихватања одбјеглих Хота и осталих одметника, Балша III почиње плијенити жито са млетачких бродова на Скадарском језеру, не поштује царинике и трговачке одредбе, уводи своје бродове за обавезан превоз и приходе на ријеци Бојани , као и своју царину за робу Скадрана у Улцињу. Исте године Балша III, уз помоћ Сандаља, након граничних чарки, покушава преговорима средити спорове са Републиком и дјелимично успијева. Међутим, двије године касније, нестаје контроле и расте несигурност на ријеци Бојани. Разбојници из Зете (по Млечанима „Балшини људи“ ) на ушћу Бојане, на Бадње вече 1417.. пљачкају млетачки брод, убијају команданта, а каноника Флорија (посланика ахајског господара) и брата му Стефана (патраског патријарха) опљачкане шаљу у Млетке. Почетком 1418.. ратничка дружина Матагужа (са границе Балшиних и млетачких подручја) нуди се у службу Републици, али бивају одбијени од Сената. Кулминирају даљи сукоби са локалним млетачким органима. Како двовласници са обје стране границе нијесу несметано могли остваривати сва своја права (забраном од стране представника Млечана из скадарске области, као и њихових поданика) Балша III предузимао адекватне мјере : забранио је чак и католичком епископу да да убира своје приходе на подручју Зете, због чега је у октобру 1418. господар Зете уз епископов пријекор зарадио и назив „јеретика и шизматика“. Исте године Балша III својим одредима притиче у помоћ војводи Сандаљу у његовим сукобима са Павловићима и покушају враћања изгубљеног дијела Конавала. На другој страни неиспуњење одредаба мировног уговора од стране локалних млетачких органа и неисплаћивање Балши III скадарске провизије, довео је до извињења Сената, у јуну 1418. Највише сукоба са представницима Републике било је и даље око избјеглих Балшиних поданика: одметника, посебно одметнутих ратничких дружина. Хоти су 1418. предухитрили и осујетили намјеру Балше III да их истјера из скадарске области : први су ударили са својим одредима.

## Почетак Другог скадарског рата
Већ одавно болесног Балшу III дубровачки љекар је обилазио у новембру 1417.. године, као и два пута по мјесец дана, у 1418. години. То га није спријечило да се спрема за рат против Млечана. У стварању Балшиног ратног плана, судјеловао је и српски деспот, Стефан Лазаревић. Како су ратовали у Италији и Далмацији , Млечани у то вријеме нијесу успјели да доведу веће снаге у Зету. Прије него што је кренуо у напад, у марту 1419.. Балша III је похапсио све грађане Републике, који су се затекли на његовој територији. Господару Зете прилазе и Хоти , одбијајући да бране тврђаву у Садру за рачун Млечана. За потребе рата Балша III плијени 600 литара сребра од дубровачких трговаца. Заузео је дио скадарског дистрикта и опсјео град Дриваст. Подграђе осваја крајем маја 1419. (у тврђави града је остао начелник са 40 ратника). Мада је Балша III након тога понудио мир, није се задовољио млетачким условима.

### Пад тврђаве Дриваста
Од стране Зећана пресјечена је пловидба Бојаном и Дриваст је остајао без хране и воде. Послије шестомјесечне опсаде, крајем августа 1419. и градска тврђава пада под Зету, а начелник, Ђакомо Корер, бива размијењен за три заробљена зетска властелина (међу којима и Рајко Монета). Балша III напредује потом дуж ријеке Бојане и подиже палисадна утврђења у Св. Николи и Св. Срђу. Опкољавао је млетачке посједе са свих страна, али тешко болестан, привремено је застао у напредовању, па му Млечани, користивши ситуацију, нуде дуже примирје. Исход преговора није нам познат.

### Борба на два фронта и пад Будве, Грбља и Луштице
У марту 1420.. године, преокреће се војна ситуација у корист Венеције. Република је војно растерећена на другим ратиштима, па јаком флотом разбија блокаду на Бојани. На другој страни Зете, на тражење и уз сагласност Котора, Млечани овај град узимају под своју власт (Котор ће остати под њима до 1797. године). То ствара тешкоће за Зету : са которске стране створен је још један фронт, а Балши III недостају средства за вођење рата и у скадарском крају. Дубровачки хирург и даље његује тешко обољелог Балшу (од априла до краја јуна 1420. године) па је зетски господар покушао да се измири са Млечанима, преко свог посредника Стефана Марамонтеа. Република одбија његове захтјеве. Смањена млетачка флота у Бојани, наставила је да обезбјеђује храну и оружје за Скадар. Већи дио ове јаке флоте (под Пјетром Лореданом) на свом путу за Далмацију, пријети нападом на Будву, а Балшина рођака Руђина (удовица Мркше Жарковића) управница Старог Града (Будве) иначе склона Млечанима, пред надмоћним снагама, предаје овај град без борбе. Своју ризницу пребацује у Дубровник (њој лично, Дубровчани ће омогућити склониште у свом граду, тек када сазнају за Балшину смрт, 1421). Град Будву освајачи ће предати на управу которској општини. Которани помогнути Републиком, крећу и на Светомихољску метохију. Становништво им је пружило велики отпор, али су Љешевићи и Луштица пали (у октобру). Многи Луштичани, не желећи власт Которана, пребјегли су у Дубровник. У току зиме 1420. одреди Балше и Ђурашевића (Црнојевића) стижу до Грбља (у ком је у међувремену избила побуна против Млечана и Которана). Како су се Љешевићи већ били потчинили Котору, Балша III спаљује овај катун, а становништво налази спас иза градских бедема Котора. И тада веома болестан, без новца (Дубровчани још у јуну 1420. одбијају да му дају зајам) Балша III је ипак имао поуздано људство. Међутим, војно, као и у преговорима, није успио од Млечана повратити Луштицу и утврђени Стари Град (Будву).

## Крај владавине Балшића
Стефан Балшић или Стефан де Марамонте, племић из породице Балшића - највероватније син Константина Балшића , погубљеног од стране Млечана 1402. године и унук Ђурђа I Балшића - једно вријеме је помагао свом сроднику Балши III у вођењу Зете и њих двојица су, током Другог скадарског рата, заједно упућивали посланике у Венецију. Због тога су Млечани сматрали: тешко болесног Балшу наследиће управо Стефан де Мармонте. Предосјећајући свој крај (док су његови људи преговарали у Млецима, а након позајмице 1505 перпера, од Ратачке опатије) кренуо је Балша III за Србију, свом ујаку Стефану Лазаревићу. Умро је у деспотовом двору, у Београду, 28. априла 1421. године (за смрт Балше , Млечани сазнају, 26. маја 1421. године.). Како је описано, деспот га је „са великим љубочашћем... и жалошћу сахранио“, а Константин Филозоф наводи да је Балша владао својом земљом „сијајући сваким добрим дјелима“ , мислећи на његово помагање православних цркава и манастира. Наиме, вјеран поукама своје мајке, зетски господар је пред Млечанима у доба мира иступао као заштитник старих права српских цркава, али и скромно их помажући, колико је био у могућности.
Балша није имао мушког насљедника, а син рођен 1415. године, умро је у раном дјетињству. Мајка Јелена одређена је за једину наследицу Балшине имовине, а удовица Боља се вратила у своју родитељску породицу, у Дањ. Тек касније (1424. године) старија кћи Јелена, постаће жена босанског великог војводе Стефана Вукчића Косаче, будућег херцега од светог Саве, а млађа кћи Теодора удаће се за босанског велможу Петра Војсалића.

### Пометња у Зети
Ђакому Дандолу први су стигли опуномоћеници Дриваста и предали му град 10. маја 1421. године. Представници Улциња предају град 15. маја 1421. На сличан начин предала се и барска општина. Ђурашевићи (Црнојевићи) узимају у Горњој Зети неколико села, која су припадала Балшићима. Војвода Сандаљ, поред Горње Зете од Млечана тражи Бар и Будву, али га Сенат одбија. На Стефана Балшића Мармонтеа – нико није обраћао пажњу, а овај се очигледно у брзини догађаја није најбоље ни снашао. На крају се придружио госпођи Руђини Жарковоћ, на Крфу, а затим се вратио у јужну Италију. Појавиће се неколико година касније, као противник српског деспота и Млечана. У прво вријеме послије смрти зетског господара, као да нико није водио рачуна о томе – да је својом последњом вољом Балша III – завештао државу у аманет деспоту , Стефану Лазаревићу (Стефану Високом) и да је Зета поново била у саставу Србије.

## Породично стабло
|  |                                   |  |  |  |  |  |  |  |  |  |  |  |  |  |  |  |
|  | 8. Balša I                        |  |  |  |  |  |  |  |  |  |  |  |  |  |  |  |
|  |                                   |  |  |  |  |  |  |  |  |  |  |  |  |  |  |  |
|  |                                   |  |  |  |  |  |  |  |  |  |  |  |  |  |  |  |
|  | 4. Stracimir                      |  |  |  |  |  |  |  |  |  |  |  |  |  |  |  |
|  |                                   |  |  |  |  |  |  |  |  |  |  |  |  |  |  |  |
|  |                                   |  |  |  |  |  |  |  |  |  |  |  |  |  |  |  |
|  | 2. Ђурађ II Балшић                |  |  |  |  |  |  |  |  |  |  |  |  |  |  |  |
|  |                                   |  |  |  |  |  |  |  |  |  |  |  |  |  |  |  |
|  |                                   |  |  |  |  |  |  |  |  |  |  |  |  |  |  |  |
|  | 20. Mrnjava                       |  |  |  |  |  |  |  |  |  |  |  |  |  |  |  |
|  |                                   |  |  |  |  |  |  |  |  |  |  |  |  |  |  |  |
|  |                                   |  |  |  |  |  |  |  |  |  |  |  |  |  |  |  |
|  | 10. Vukašin Mrnjavčević           |  |  |  |  |  |  |  |  |  |  |  |  |  |  |  |
|  |                                   |  |  |  |  |  |  |  |  |  |  |  |  |  |  |  |
|  |                                   |  |  |  |  |  |  |  |  |  |  |  |  |  |  |  |
|  | 5. Milica Mrnjavčević             |  |  |  |  |  |  |  |  |  |  |  |  |  |  |  |
|  |                                   |  |  |  |  |  |  |  |  |  |  |  |  |  |  |  |
|  |                                   |  |  |  |  |  |  |  |  |  |  |  |  |  |  |  |
|  | 11. Jelena                        |  |  |  |  |  |  |  |  |  |  |  |  |  |  |  |
|  |                                   |  |  |  |  |  |  |  |  |  |  |  |  |  |  |  |
|  |                                   |  |  |  |  |  |  |  |  |  |  |  |  |  |  |  |
|  | 1. Балша III Балшић               |  |  |  |  |  |  |  |  |  |  |  |  |  |  |  |
|  |                                   |  |  |  |  |  |  |  |  |  |  |  |  |  |  |  |
|  |                                   |  |  |  |  |  |  |  |  |  |  |  |  |  |  |  |
|  | 12. Pribac Hrebeljanović          |  |  |  |  |  |  |  |  |  |  |  |  |  |  |  |
|  |                                   |  |  |  |  |  |  |  |  |  |  |  |  |  |  |  |
|  |                                   |  |  |  |  |  |  |  |  |  |  |  |  |  |  |  |
|  | 6. Lazar Hrebeljanović            |  |  |  |  |  |  |  |  |  |  |  |  |  |  |  |
|  |                                   |  |  |  |  |  |  |  |  |  |  |  |  |  |  |  |
|  |                                   |  |  |  |  |  |  |  |  |  |  |  |  |  |  |  |
|  | 3. Јелена Лазаревић Балшић Косача |  |  |  |  |  |  |  |  |  |  |  |  |  |  |  |
|  |                                   |  |  |  |  |  |  |  |  |  |  |  |  |  |  |  |
|  |                                   |  |  |  |  |  |  |  |  |  |  |  |  |  |  |  |
|  | 28. Vratislav Nemanjić            |  |  |  |  |  |  |  |  |  |  |  |  |  |  |  |
|  |                                   |  |  |  |  |  |  |  |  |  |  |  |  |  |  |  |
|  |                                   |  |  |  |  |  |  |  |  |  |  |  |  |  |  |  |
|  | 14. Vratko Nemanjić               |  |  |  |  |  |  |  |  |  |  |  |  |  |  |  |
|  |                                   |  |  |  |  |  |  |  |  |  |  |  |  |  |  |  |
|  |                                   |  |  |  |  |  |  |  |  |  |  |  |  |  |  |  |
|  | 7. Milica Nemanjić                |  |  |  |  |  |  |  |  |  |  |  |  |  |  |  |
|  |                                   |  |  |  |  |  |  |  |  |  |  |  |  |  |  |  |
|  |                                   |  |  |  |  |  |  |  |  |  |  |  |  |  |  |  |